# Laura Närhi
Laura Närhi (Kirkkonummi, 19 gennaio 1978) è una cantante finlandese, dal 1998 la voce del gruppo pop rock Kemopetrol.

## Biografia
Figlia di Seppo Närhi, cantautore, e di Maija Kuusi, amministratrice delegata della sezione finlandese della BMG Rights Management, Laura Närhi si è fatta conoscere al grande pubblico come cantante dei Kemopetrol, gruppo di cui è co-fondatrice e componente dal 1998. Con i Kemopetrol ha pubblicato cinque album: Slowed Down (2000), Everything's Fine (2002), Pray for Me (2004), Teleport (2006) e A Song & a Reason (2011).
Nel 2010, durante un periodo in cui i Kemopetrol erano in pausa, ha avviato la sua carriera di solista pubblicando l'album di debutto Suuri sydän. Contrariamente alla musica dei Kemopetrol, cantata in lingua inglese, l'album è interamente in finlandese. Si è rivelato un successo commerciale: ha raggiunto la 3ª posizione della classifica finlandese ed è stato certificato disco di platino con oltre 35 000 copie vendute in madrepatria. Ha inoltre prodotto due singoli di successo, Tämä on totta e Mä annan sut pois, che si sono piazzati entrambi al 2º posto della Suomen virallinen lista.
Ad ottobre 2012 è uscito il secondo album, Tuhlari, che ha debuttato al 3º posto in classifica e ha venduto più di 16 000 copie, sufficienti a regalarle un disco d'oro. Il singolo di lancio Hetken tie on kevyt è diventato la prima numero uno di Laura Närhi nella classifica finlandese. Nell'autunno del 2013 ha partecipato alla seconda edizione del popolare programma televisivo a tema canoro Vain elämää.

## Discografia

### Album
- 2010 – Suuri sydän
- 2012 – Tuhlari
- 2020 – Vastavoimat

### Singoli
- 2010 – Jää mun luo
- 2010 – Tämä on totta
- 2010 – Mä annan sut pois
- 2012 – Hetken tie on kevyt
- 2012 – Tuhlari
- 2012 – Siskoni (feat. Erin Anttila)
- 2016 – Supersankari
- 2017 – Olet mulle se
- 2017 – Joo joo äiti
- 2019 – Tekisin tän uudelleen
- 2019 – En tunnusta ikinä
- 2020 – Mä elän
- 2020 – Helsinki